# Лари Елисън
Ло́урънс Джо́зеф Елисън (на английски: Lawrence Joseph Ellison, Лари Елисън; род. 17 август 1944 г. в Бронкс, Ню Йорк, САЩ) е американски предприемач, съосновател, председател на съвета на директорите и директор по технологиите (CTO) на корпорация Oracle, бивш генерален директор (CEO) на Oracle (1976—2014), най-големият акционер на компанията NetSuite (погълната от Oracle през 2016 г. за $9,3 млрд.), начален инвеститор на компанията Salesforce.com.